# Isenburg-Wächtersbach
Isenburg-Wächtersbach fu una Contea dell'Assia del Sud, in Germania. Venne creata nel dalla divisione dell'Isenburg-Büdingen, e venne unita all'Isenburg nel 1806.

## Conti di Isenburg-Wächtersbach (1673 - 1806)
- Ferdinando Massimiliano I (1673 - 1703)
- Ferdinando Massimiliano II (1703 - 1755)
- Ferdinando Casimiro I (1755 - 1778)
- Ferdinando Casimiro II (1778 - 1780)
- Alberto Augusto (1780 - 1782)
- Gulielmo Rinaldo (1782 - 1785)
- Adolfo (1785 - 1798)
- Luigi Massimiliano I (1798 - 1805)
- Luigi Massimiliano II (1805 - 1806)